# Gare de Balgerhoeke
La gare de Balgerhoeke est une gare ferroviaire de la ligne 58, de Gand à Bruges, via Eeklo située à Adegem section de la commune de Maldegem, province de Flandre-Orientale en Région flamande, en Belgique.

## Situation ferroviaire
La gare de Balgerhoeke se trouvait au point kilométrique (PK) 27,8 de la ligne 58, de Gand à Bruges, via Eeklo entre les gares de Eeklo et de Adegem. De 1933 à 1957, le point d'arrêt de Boelare s'intercalait entre Balgerhoeke et Eeklo.

## Histoire
La Compagnie du chemin de fer d'Eeclo à Bruges met en service le 16 novembre 1862 la section d'Eeklo à Maldegem. Exploitée par les trains de la Compagnie du chemin de fer d'Eeclo à Gand, la ligne comprend une gare à Balgerhoeke.
Lors de la reprise de la ligne par les Chemins de fer de l'État belge en 1897, Adegem est une station dépourvue de rampe pour le chargement des équipages et tapissières (véhicules routiers). Une grande cour à marchandises est aménagée[Quand ?].
Le 2 juin 1957, la SNCB ferme les trois arrêts situés entre Eeklo et Maldegem (Boelaere, Balgerhoeke et Adegem). Les trains de voyageurs disparaissent de cette section de ligne deux ans plus tard et plusieurs kilomètres en direction de Bruges ferment à tout trafic.
La cour aux marchandises de la gare reste néanmoins desservie par les trains de marchandises parcourant les tronçons encore en service de la ligne, qui se termine à Maldegem après 1970. La SNCB met fin à ce service le 16 avril 1988
L'association Stoomcentrum Maldegem obtient de débuter une exploitation touristique (trains à vapeur et autorails). Elle conserve une voie de garage et un quai pavé pour les passagers.

## Patrimoine ferroviaire
À 100 m de la gare se trouve le pont ferroviaire sur le canal de Schipdonk. Reconstruit en 1947 après que le pont d'origine ait été détruit en 1940, c'est un pont levant à contrepoids. Seul ouvrage de ce type encore en fonction sur une ligne de chemin de fer belge, il est classé depuis 2004.
Le bâtiment des recettes, démoli à une date inconnue, était du même modèle que les autres petites gares de la ligne — celui, légèrement plus grand, de la gare de Sijsele est préservé — mais sa façade comportait davantage d'ornements. À ce titre, il était similaire à celles de la Compagnie du chemin de fer de Lichtervelde à Furnes (dont Lichtervelde et Esen) qui ont toutes disparu.
Composé de trois parties : un corps de logis à trois travées encadré par deux ailes basses symétriques, il était en briques peintes à la chaux blanche. Au rez-de-chaussée, la façade possède des portes et fenêtres en recul avec un bandeau de briques en relief s'interrompant au niveau des lésènes des ouvertures à arcs bombés. Le nom de la gare était peint dans un vaste rectangle. À l'étage du corps central, la disposition est similaire à celle de la gare de Maldegem, plus grande, avec un prolongement reliant entre eux les larmiers des trois fenêtres à arc bombé et une frise sans motifs sous la corniche qui emploie le système de la gouttière flamande. Les murs pignons de cette partie du bâtiment arborent un motif ovale donnant l'aspect d'une fenêtre murée que l'on retrouve sur le Lichervelde-Furnes.